# Mondovi (miejscowość w Stanach Zjednoczonych)
Mondovi – miejscowość w Stanach Zjednoczonych, w stanie Wisconsin, w hrabstwie Buffalo.